# Dendragama
Dendragama is een geslacht van hagedissen uit de familie agamen (Agamidae). 

## Naam en indeling
De wetenschappelijke naam van de groep werd voor het eerst voorgesteld door Giacomo Doria in 1888. De typesoort werd later beschreven als Acanthosaura schneideri en meer recentelijk werd de naam Calotes boulengeri gebruikt. De soortaanduiding is een eerbetoon aan de bioloog George Albert Boulenger (1858–1937). Het geslacht Dendragama was lange tijd monotypisch en werd slechts vertegenwoordigd door een enkele soort; Dendragama boulengeri. In 2017 werden echter twee nieuwe soorten beschreven die aan het geslacht Dendragama werden toegerekend: Dendragama australis en Dendragama dioidema.

## Verspreiding en habitat
De agamen komen voor in delen van Azië en leven endemisch in Indonesië. Alle soorten komen uitsluitend voor op het eiland Sumatra. Het verspreidingsgebied bestaat niet uit een aaneengesloten areaal maar uit slechts enkele versnipperde populaties. De verschillende soorten zijn typische boombewoners die veel klimmen.

## Soorten
Het geslacht omvat de volgende soorten, met de auteur en het verspreidingsgebied.
| Naam                  | Auteur                                         | Verspreidingsgebied |
| --------------------- | ---------------------------------------------- | ------------------- |
| Dendragama australis  | Harvey, Shaney, Sidik, Kurniawan & Smith, 2017 | Indonesië           |
| Dendragama boulengeri | Doria, 1888                                    | Indonesië           |
| Dendragama dioidema   | Harvey, Shaney, Sidik, Kurniawan & Smith, 2017 | Indonesië           |